# Antonio Herrezuelo
Antonio Herrezuelo (Toro,1513-Valladolid, 21 de mayo de 1559) fue un jurista y mártir protestante, ejecutado por el Santo Oficio en la hoguera.

## Biografía
Hacia 1551, el italiano Carlos de Seso, hijo del obispo de Piacenza Catalan Trivulzio, había fundado un conventículo en Valladolid, sede de la Real Chancillería. Seso se había convertido al luteranismo en 1550, quizá bajo el influjo de las obras de Juan de Valdés, y había traído a España textos de reformadores. El proselitismo de De Seso comenzó en Logroño y siguió en Toro, donde se casó con Isabel de Castilla, emparentada con la Casa Real. En 1554 Seso fue elegido corregidor de Toro, gracias a la alcurnia de su señora. Y entre sus primeros discípulos, conversos al luteranismo, se encontró H. y su esposa, Leonor de Cisneros, junto con otros notables. En Pedrosa, Seso convirtió a la causa de la Reforma al sacerdote Pedro de Cazalla.
En pocos años, la comunidad luterana de Valladolid había crecido hasta contar con setenta miembros. Sin embargo, era clandestina. Hacia la Semana Santa de 1558, se publicó un Edicto de Fe que propició dos denuncias. Es mencionado por Marcelino Menéndez Pelayo en Historia de los heterodoxos españoles.